# 무크타다 알사드르
무크타다 알사드르(1973년 8월 12일 나자프 ~ , 아랍어: مقتدى الصدر)는 이라크 시아파 성직자, 정치인 및 민병대 지도자이다. 평화 중대는 그가 이끄는 시아파 민병대이다. 열두 이맘파의 울라마인 알사드르는 이라크에서 가장 영향력 있는 종교 지도자이지만, 이라크 정부에게서 받은 공식적인 직함은 없다.

## 생애
레바논에 뿌리를 둔 사드르 가문 출신이다. 그의 아버지는 모하마드 사데크 알사드르이다. 서방의 매스컴에서는 종종 알사드르를 "반미" 또는 "민족주의" 성향의 이슬람교 성직자라고 지칭한다.

## 가족
사드르의 재당숙은 시아파 성직자로 대아야톨라인 모하마드 바키르 알사드르이다. 그의 할아버지인 이스마엘 알사드르는 수니파인 사담 후세인 정권에 저항하였고 레바논의 아말 운동을 지원하였다. 이로 인해 아버지 사데크 알사드르와 가문 전체가 존경을 받는다.